# 6884 Takeshisato
6884 Takeshisato eller 9521 P-L är en asteroid i huvudbältet som upptäcktes den 17 oktober 1960 av den nederländsk-amerikanske astronomen Tom Gehrels och det nederländska astronomparet Ingrid van Houten-Groeneveld och Cornelis Johannes van Houten vid Palomarobservatoriet. Den är uppkallad efter Takeshi Satō.
Asteroiden har en diameter på ungefär 3 kilometer.